# Postman (музикант)
Костянтин Почтар (14 квітня 1991, Київ, Україна) — український музикант, співак i композитор, вокаліст київської рок-групи 5 Vymir. Відомий також під сценічним псевдонімом Postman, автор і єдиний учасник однойменного музичного проєкту.

## Творчість
На сольну творчість музиканта суттєво повпливала музика 60-х, зокрема The Beatles, The Byrds, Bob Dylan, Donovan, Nick Drake i Crosby, Stills, Nash & Young. Бувши гітаристом рок-групи з 12 років, Костянтин завжди захоплювався творчістю британських і американських авторів і співаків, які послуговувались лише акустичною гітарою і гармонікою — у першу чергу через тексти, яким у такому жанрі приділяється особлива увага.  
Перший сольний міні-альбом Бали і Кораблі вийшов 15 жовтня 2015 року. Він був записаний на магнітну плівку в одній з київських студій і складався і 5 україномовних треків, що не увійшли в репертуар групи 5 Vymir. Запис тривав 3 години. Після виходу альбому Postman вирушив у перший тур Україною, а з 2016 року активно гастролює Європою. 
Наступні студійні альбоми музиканта відзначаються появою аранжувань, що наповнюють його музику елементами психоделічного року, фольк-року і бароко-попу. Під час запису Костянтин Почтар грає сам на переважній більшості інструментів. Повноформатну платівку City Freak було випущено у 2019 році. У 2020 альбом було видано на вінілі. Він складається з 8 пісень англійською і українською мовами.
13 грудня 2021 року вийшов третій студійний альбом Змінилось багато. Змінилось нічого. Postman працював над платівкою разом з музикантом гурту Tik Tu Олесем Драчуком і Вадимом Лазарєвим з 5 Vymir. Виходу альбому передували сингли “Кумири”, “Антарктида” і “Як справи, насправді?”. “Антарктида” - спільний проєкт Костянтина Почтаря з українською антарктичною станцією "Академік Вернадський” з нагоди її 25-річчя. Відеокліп на пісню змонтовано з відео, знятих на Антарктиді українськими полярниками під час 25-ої Української антарктичної експедиції та Олександром Зуласом.
На хвилі інтересу до України та української культури в 2022 році згадки та інтерв'ю з Костянтином Почтарем з'явилися в кількох іноземних медіа, зокрема Rolling Stone. У цьому році музикант видав сингли "The Good Old World" i "Common Memory".
Postman виступав на фестивалях Zermatt Unplugged, OFF Festival, Sziget, Fusion, Ars Cameralis, Wianki, Cieszfanow, Zaxidfest, дав концерти у рамках кінофестивалів Bamberger Kurzfilmtage i Ukrainian Film Festival у Німеччині. Postman грав на розігріві у Seafret, Warhaus, Flunk, відкривав концерти гуртів Lao Che, Happysad, Pustki у Польщі.
У травні 2022 музикант став спеціальним гостем Гітарного рекорду Гінесса у Вроцлаві, виступивши для багатотисячної аудиторії на головній площі міста.
Пісні та альбоми Postman неодноразово потрапляли в рейтинги найкращих. 2015 року трек "Бали і Кораблі" потрапив у ТОП-100 кращих українських пісень року за підсумками порталу cultprostir.ua, а однойменний альбом — у ТОП-25 кращих українських альбомів року за версією музичного журналу comma.com.ua. Наступного року міжнародна музична платформа Beehype відзначила у ТОП-10 кращих альбомів 2016-го другу платівку музиканта - Context. Сингл "The Good Old World" опинився в списку Найкращих українських пісень 2022 видання slukh.media (станом на 24 серпня). Також пісня "Київські вулиці" ввійшла до присвяченого зимовим святам плейлиста української музики від офіційного облікового запису Ukraine.ua, розміщеному на сервісі Spotify та поширеному пресслужбою Міністерства закордонних справ в грудні 2022 року.

## Дискографія
- Бали і Кораблі ЕР (2015)[12]
- Context LP (2016)
- Being High EP (2017)[13]
- 2015 - 2016 (2018)[14]
- Everything is New (2018)[15]
- City Freak (2019)[16]
- Змінилось багато. Змінилось нічого (2021)[17]
- Still Life (2023) [18]